# Arbeitsgericht Bocholt
Das Arbeitsgericht Bocholt, ein Gericht der Arbeitsgerichtsbarkeit, ist eines der dreißig nordrhein-westfälischen Arbeitsgerichte. Bei ihm sind vier Kammern gebildet.

## Gerichtssitz und -bezirk
Das Gericht hat seinen Sitz in Bocholt am Benölkenplatz 2.
Das Arbeitsgericht ist örtlich zuständig für Rechtsstreitigkeiten aus dem Kreis Borken und dem Kreis Coesfeld. Es hält in Ahaus und Coesfeld Gerichtstage ab. Die sachliche Zuständigkeit ergibt sich aus dem Arbeitsgerichtsgesetz.

## Übergeordnete Gerichte
Dem Gericht sind das Landesarbeitsgericht Hamm und im weiteren Rechtszug das Bundesarbeitsgericht übergeordnet.

## Geschichte
Gemäß Arbeitsgerichtsgesetz vom 23. Dezember 1926 wurden in Deutschland Arbeitsgerichte gebildet. Diese waren nur in der ersten Instanz organisatorisch selbstständige Gerichte, die Landesarbeitsgerichte waren den Landgerichten zugeordnet. Am Landgericht Münster entstand so 1927 das Landesarbeitsgericht Münster als eines von fünf Landesarbeitsgerichten im Bezirk des Oberlandesgerichtes Hamm. In Bocholt entstand das Arbeitsgericht Bocholt. Sein Sprengel umfasste die Bezirke der Amtsgericht Ahaus, Bocholt, Borken und Vreden. Es bestand eine gemeinsame Kammer für Arbeiter und Angestellte und eine Kammer für Handwerk.
Nach der Besetzung Deutschlands durch die Alliierten wurden 1945 zunächst alle Gerichte geschlossen. Die ordentlichen Gerichte wurden schon bald wieder eröffnet, während die Arbeitsgerichte zunächst nicht wieder eingerichtet wurden, so dass arbeitsgerichtliche Streitigkeiten von den ordentlichen Gerichten erledigt werden mussten. Gemäß Kontrollratsgesetz 21 vom 30. März 1946 sollten in Deutschland Arbeitsgerichte aufgebaut werden. Das Arbeitsgericht Bocholt entstand so neu.